# معركة دونباس (2022)
معركة دونباس  هي معركة عسكرية مستمرة وهي جزء من هجوم شرق أوكرانيا الأوسع للغزو الروسي لأوكرانيا عام 2022. بدأت المعركة في 18 أبريل 2022 بين القوات المسلحة لروسيا وأوكرانيا للسيطرة على أوبلاستات دونيتسك ولوهانسك وخاركيف. يعتبر المحللون العسكريون المعركة جزءًا من المرحلة الإستراتيجية الثانية للغزو.
الهدف من المعركة هو تطويق القوات الأوكرانية في دونباس وضم مناطق دونيتسك ولوهانسك بأكملها إلى الدول المدعومة من روسيا في جمهورية دونيتسك الشعبية وجمهورية لوغانسك الشعبية. تمت مقارنة التطور الأولي والأهمية الاستراتيجية لمعركة دونباس بمعركة كورسك (1943).
اعتبارًا من 8 يونيو، استولت روسيا على مدينة ماريوبول، وبلدات روبيجني وليمان وكريمينا وبوباسنا وسفيتلودارسك وسفياتوهيرسك والعديد من القرى، وادعت أنها تسيطر على 97% من أوبلاست لوهانسك.

## خلفية
في 25 مارس 2022، أعلنت روسيا اكتمال المرحلة الأولى من «عمليتها العسكرية الخاصة» في أوكرانيا. في 29 مارس 2022، أعلن المسؤولون الروس أنهم يعتزمون تقليص العمليات العسكرية الروسية في المنطقة المحيطة بالعاصمة كييف. أدى هذا بشكل فعال إلى إنهاء العمليات الروسية في شمال وشمال شرق أوكرانيا. أعلن المسؤولون العسكريون الروس أنه تم تحييد القوات البحرية والجوية الأوكرانية. وذكروا أيضًا أن جمهوريتي دونيتسك ولوغانسك تسيطران على 54% و93% من أراضيهن، على التوالي. تم الانتهاء من الانسحاب التكتيكي للقوات المسلحة الروسية من الشمال بحلول 6 أبريل 2022.
كانت منطقة دونباس موقعًا للقتال المطول بين الانفصاليين المدعومين من روسيا من دونيتسك ولوهانسك والقوات الأوكرانية. بين عامي 2014 وأواخر 2021، أودت الحرب في دونباس بحياة أكثر من 10,000 مقاتل من الطرفين، بالإضافة إلى 3095 مدنيًا.

### العمليات السابقة
في 24 فبراير 2022، شنت روسيا، جنبًا إلى جنب مع جمهورية دونيتسك الشعبية وجمهورية لوغانسك الشعبية غزوًا عبر جبهات عديدة، بما في ذلك دونباس. في 24 فبراير والوقت الحاضر، بدأت القوات الروسية والقوات المتحالفة في خوض معركة خاركيف، بالإضافة إلى العديد من الاشتباكات الصغيرة الأخرى التي تهدف إلى الاستيلاء على المدن الأوكرانية الرئيسية. بدأ حصار ماريوبول في 24 فبراير، ودمر 95% من المدينة. بين 24 فبراير و18 أبريل، لم تقم القوات الروسية بنشاط كبير على طول خط التماس الذي ظل ثابتًا إلى حد ما منذ عام 2014، وشنت فقط جهود استطلاع على نطاق صغير بالإضافة إلى حملات مدفعية صغيرة النطاق ضد المنشآت العسكرية الأوكرانية.
في منتصف أبريل 2022، أفادت المخابرات الأمريكية أن روسيا كانت «تعيد تمركز» وحداتها العسكرية في دونباس. لاحظت صور الأقمار الصناعية أن الوحدات الروسية من جبهات القتال في شمال أوكرانيا في كييف وسومي وتشرنيهيف وأماكن أخرى تنتقل إلى منطقة دونباس، بينما عززت قوات من مناطق في بيلاروس وروسيا هذه الوحدات.

## القوى المتحاربة

### القوات الروسية وحلفائها
للمعركة، استخدم الروس ثلاثة جيوش إلى جانب فرقة دبابات ولواء مدفعية صاروخي. بحلول منتصف أبريل، ركزت روسيا ما يزيد عن 65 مجموعة كتيبة تكتيكية على خط التماس. على مدار عدة أيام قبل 18 أبريل، تمت إضافة 11 مجموعة أخرى إلى القوة الروسية الحالية في دونباس، وبذلك يصل العدد الإجمالي إلى 76، أي ما مجموعه حوالي 60,000 جندي. بالإضافة إلى ذلك، قيل أن 22 مجموعة (تشكل حوالي 15-20 ألف جندي) يتم إعادة إمدادها وتعزيزها في شمال أوكرانيا. في المجموع، قدرت تقديرات مختلفة حجم القوات الروسية المعدة للهجوم بحوالي 50,000-62,000. 
ساهمت جمهوريتا دونيتسك ولوغانسك الشعبيتان بإجمالي حوالي 27,000 جندي للهجوم. 
قيل إن اتحاد متطوعي دونباس، وهو مجموعة من المتطوعين الموالين لروسيا تشكلت في عام 2014، لديه قوة نشطة تبلغ حوالي 14,500 مقاتل.
ذكرت وسائل الإعلام الغربية نقلاً عن مسؤولين في الاتحاد الأوروبي أن القوات الروسية حشدت ما بين 10,000 إلى 20,000 من المرتزقة الليبيين والسوريين والإثيوبيين ومجموعة فاغنر في دونباس.

### القوات الأوكرانية
بالنسبة للمعركة، حشد الأوكرانيون ستة ألوية نظامية والفيلق الجورجي. وفقًا لفوربس في 1 فبراير، كان الجيش الأوكراني يتألف من 20 لواءًا نشطًا، مما يعني أن 30% من القوات النشطة الأوكرانية، أو حوالي 51,000 جندي، تم تنظيمهم في دونباس. بالإضافة إلى ذلك، كانت وحدات من قوة الدفاع الإقليمي نشطة في دونباس، إلى جانب عدد غير معروف من الاحتياط المدنيين والمتطوعين الأجانب.
قال الرئيس زيلينسكي في 15 أبريل إن القوات الأوكرانية يبلغ تعدادها 44 ألف جندي في منطقة دونباس. في 19 أبريل، ذكرت هيئة الإذاعة البريطانية أن عدد القوات الأوكرانية في دونباس يتراوح بين 40-50 ألف رجل.

## بدء العمليات
أقر وزير الخارجية الروسي سيرجي لافروف ببدء هجوم جديد في دونباس، قائلا أنه «لحظة مهمة للغاية في هذه العملية الخاصة برمتها». لمعالجة المرحلة الجديدة من الهجوم الروسي في أوكرانيا، عقد الرئيس الفرنسي إيمانويل ماكرون والرئيس الأمريكي جو بايدن اجتماعاً مع ممثلين من فرنسا وألمانيا والمملكة المتحدة وكندا وإيطاليا وبولندا ورومانيا. وانضم إليهم الأمين العام لحلف الناتو ينس ستولتنبرغ، ورئيسة المفوضية الأوروبية أورسولا فون دير لاين، ورئيس المجلس الأوروبي شارل ميشيل.
في 22 أبريل، أعلن قائد المنطقة العسكرية المركزية الروسية، رستم مينيكاييف، أن الهدف من «المرحلة الثانية» من العملية الخاصة هو الاستيلاء الكامل على دونباس وجنوب أوكرانيا وإنشاء ممر بري مع ترانسنيستريا، وهي جمهورية انفصالية غير معترف بها تحتلها روسيا ومعترف بها دوليًا كجزء من مولدوفا. وأضاف أن هناك «أدلة على أن السكان الناطقين بالروسية يتعرضون للاضطهاد» في ترانسنيستريا دون تقديم مزيد من التفاصيل.
ردت وزارة الدفاع الأوكرانية على هذا الإعلان بوصف نوايا روسيا بالإمبريالية، بقولها إنها تتعارض مع المزاعم الروسية السابقة التي أكدت أن روسيا ليس لديها أطماع إقليمية على أوكرانيا وأن روسيا قد اعترفت بأن «هدف» المرحلة الثانية من «الحرب ليست انتصارًا على الأسطورة النازية، بل مجرد احتلال شرق وجنوب أوكرانيا». أكد معهد دراسة الحرب أن العمليات العسكرية تتكون من عمليات مناوشات صغيرة تهدف إلى اختبار الدفاعات الأوكرانية، بينما استمرت حملات القصف في إبعاد الدفاعات الأوكرانية على طول خط التماس.

## المعركة

### العمليات المبكرة (18-30 أبريل)
في ليلة 18 أبريل 2022، شنت القوات الروسية حملة قصف مكثفة على مواقع في لوغانسك ودونيتسك وخاركيف. أعلن الرئيس الأوكراني زيلينسكي أن «معركة دونباس» قد بدأت. قصفت المدفعية الروسية مدن دونباس بهدف تدمير البنية التحتية الحيوية.
ودعا رئيس الإدارة العسكرية الإقليمية في لوهانسك، سيرهي هايداي، سكان المنطقة إلى إخلاء المنطقة على الفور.
بحلول 25 أبريل، حققت القوات الروسية تفوقًا عدديًا بنسبة ثلاثة إلى واحد على القوات الأوكرانية (الرقم التقليدي الذي يعتبر شرطًا لقوة مهاجمة)، مع تركيز ما يزيد عن 76 مجموعة كتيبة تكتيكية مع 800 فرد لكل مجموعة في دونباس.
في الأسبوع الأول، أمنت القوات الروسية سيطرتها الكاملة على كريمينا،  تقدمت في روبيجن،  احتلت مناطق واسعة من بوباسنا،  واستمرت في قصف المواقع على طول الخط الأمامي. وفقًا لمسؤول أوكراني، استولت القوات الروسية على 42 قرية في دونيتسك أوبلاست، على الرغم من أنه لم يحدد القرى التي تم الاستيلاء عليها.
في مناطق العمليات سلوبوزانسكي ودونيتسك، كثفت القوات الروسية العمليات الهجومية في بعض المناطق، في محاولة لاختراق الدفاعات الأوكرانية على طول خط المواجهة بأكمله تقريبًا في مناطق دونيتسك وخاركيف ولوهانسك بهدف احتلال كامل دونيتسك ولوهانسك. في غضون ذلك، ذكرت الحكومة الأوكرانية أن القوات الأوكرانية شنت هجوما مضادا واستعادت مدينة مارينكا. وزعمت الحكومة الأوكرانية مقتل 20-25 مرتزق.
واصلت القوات الروسية تقدمًا بطيئًا وثابتًا، واستولت على مدن بوبيفكا وبيسشان ونوفوتوشكيفسكي وزاريشن وزيتليفكا، واستعدت للاستيلاء على بوباسنا والتقدم إلى الجنوب الشرقي من إيزيوم وغربًا من كريمينا.

### الاشتباكات (1–19 مايو)
ابتداءً من شهر مايو، شنت القوات الروسية معارك مكثفة تميزت بقصف مدفعي عنيف أعقبه هجمات برية على المواقع الأوكرانية عبر خط المواجهة.
بحلول 7 مايو، تم الاستيلاء على مدينة بوباسنا من قبل القوات الروسية، مع تأكيد ذلك من قبل الحاكم الإقليمي. تم تدمير مدينة بوباسنا إلى حد كبير بحلول هذا الوقت. بحلول 12 مايو، أفيد أن القوات الروسية استولت على روبيجني.
وقعت معركة كبرى على نهر دونيتس، حيث صدت أوكرانيا عدة محاولات روسية لعبور النهر. زعمت القوات المسلحة الأوكرانية أنها دمرت كتيبة كاملة من القوات الروسية، مما أسفر عن مقتل ما يصل إلى 1000-1500 جندي. أفاد معهد دراسة الحرب عن مقتل وجرح 485 من قوة قوامها 550 جنديًا روسيًا بالإضافة إلى فقدان 80 مركبة.
زعمت أوكرانيا أنها شنت هجومًا مضادًا على القوات الروسية بالقرب من إيزيوم في 15 مايو. في 15 مايو، أفادت الأنباء أن القوات الروسية استولت على قرية دوفينكي جنوب إيزيوم.

### الاختراق الروسي (20 مايو - الآن)
ابتداءً من أواخر مايو، حققت القوات الروسية اختراقات في العديد من المناطق عبر خط المواجهة. كان ينظر إلى القوات الروسية على أنها تستخدم نهج «مرجل» جديد لجهودهم، والتخلي عن عمليات التطويق الكبيرة لصالح الحصار الأصغر، مما مكنهم من تحقيق المكاسب الرئيسية الأولى في المعركة.
في 20 مايو، أحرزت القوات الروسية مزيدًا من التقدم في غرب وجنوب بوباسنا، بهدف قطع الطريق إلى سيفيرودونتسك. على الرغم من المقاومة الأوكرانية الشديدة، اخترقت القوات الروسية أخيرًا منطقة بوباسنا في 20 مايو. بحلول 22 مايو، تمكنت القوات الروسية من تأمين طريقها للتقدم وحاولت في وقت واحد التقدم غربًا نحو باخموت والشمال لقطع الروابط على الطرق المؤدية إلى سيفيرودونتسك.
تم الإبلاغ عن دخول القوات الروسية بلدة ليمان في 23 مايو، واستولت عليها بالكامل بحلول 26 مايو،  بينما أفادت التقارير أن القوات الأوكرانية غادرت سفياتوهيرسك. بحلول 24 مايو، استولت القوات الروسية على مدينة سفيتلودارسك.
في 1 يونيو، أعلنت أوكرانيا أن القوات الروسية استولت على 70-80% من سيفيرودونيتسك. في 3 يونيو، زعمت أوكرانيا أنها شنت هجومًا مضادًا لاستعادة 20% من المدينة. ومع ذلك، في 8 يونيو، تم دفع الجيش الأوكراني إلى ضواحي مدينة سيفيرودونيتسك.
بحلول منتصف يونيو، كان الإجماع العام في المجتمع العسكري أن أوكرانيا كانت على وشك النفاد من الذخيرة وكانت تفتقر للسلاح بشكل كبير. وأضاف مسؤول عسكري أوكراني كبير أن أوكرانيا كانت تعتمد على الغرب لتزويدها بالأسلحة، حيث تتمتع روسيا بميزة أنظمة المدفعية 10 إلى 15 مرة أكثر من أوكرانيا، وأن أنظمة الصواريخ الغربية كانت ضرورية لتدمير المدفعية الروسية.
مع تباطؤ الاختراق بالقرب من بوباسنا بشكل ملحوظ بسبب المدافع الثقيلة الأوكرانية،  بدأت روسيا هجومًا على جنوب شرق بوباسنا، بهدف تجاوز نهر سيفرسكي دونيتس وقصف ليسيتشانسك من الجنوب. وقيم معهد دراسة الحرب أن القادة الروس قد مُنحوا مهلة إلى 26 يونيو لتحقيق اختراق والاستيلاء على الأراضي الإدارية الكاملة لأوبلاست لوهانسك.
بحلول 23 يونيو، كانت روسيا قد اخترقت بالكامل خط الجبهة في الجنوب، واستولت على توشكيفكا  وحققت مكاسب كبيرة جنوب ليسيتشانسك. استولت القوات الروسية على لوسكوتيفكا وميرنا دولينا وراي أولكساندريفكا وبيدليسن في 22 يونيو. في 23 يونيو، قطعت القوات الروسية وحاصرت مدينتي هيرسك وزولوتي، التي ادعت أنها استولت عليها بالكامل بحلول اليوم التالي. بالإضافة إلى ذلك، دفعت روسيا لتأمين مصنع آزوت بالكامل في سيفيرودونتسك، والذي أصبح بحلول 14 يونيو الملاذ الأخير للجنود الأوكرانيين في المدينة. من الشمال، كانت القوات الروسية أقل نجاحًا، حيث حاولت تحقيق اختراقات بالقرب من ميكوليفكا وبوهوروديشن، في محاولة للتقدم في مدينة دونيتسك في سلوفيانسك.
كانت القوات الروسية قد طوقت هيرسك وزولوتي في طريقها شمالًا إلى ليسيتشانسك بحلول 24 يونيو. زعمت مصادر روسية أن القوات الأوكرانية تكبدت أكثر من 1000 ضحية، بما في ذلك 800 أسير، في هيرسك وزولوتي وقرب ليسيتشانسك خلال اليومين الماضيين. أعلن المسؤولون الأوكرانيون أن القوات الأوكرانية غادرت سيفيرودونيتسك لتجنب محاصرة القوات الروسية.

## الاصابات

### الخسائر العسكرية
امتنعت الحكومة الأوكرانية عن تقديم الأعداد الإجمالية للضحايا لقواتها في دونباس، على الرغم من أنها قدمت بشكل دوري تقديرات مختلفة لعدد الضحايا اليومية. وفقًا لأوكرانيا، قُتل ما بين 50 و100 جندي أوكراني يوميًا على جبهة دونباس حتى أواخر مايو. بحلول أوائل يونيو، قُتل ما يصل إلى 200 جندي أوكراني وجُرح أكثر من 800 يوميًا في دونباس. بحلول منتصف يونيو، قدر بعض المسؤولين الأوكرانيين أن القوات الأوكرانية كانت تخسر حوالي 1000 ضحية يوميًا، بما في ذلك 200-500 قتيل.
وأثناء القتال، قُتل قائد كتيبة من جمهورية لوغانسك عندما حاصرته القوات الأوكرانية مع مقاتليه بالقرب من كريمينا حيث «قاتلوا حتى النهاية»، وفقًا لمسؤولي لوغانسك. وأسفرت الاشتباكات عن سقوط عدد غير معروف من القتلى والجرحى.
| الطرف                                                                                   | الاصابات            | الفترة                   | المصدر                     |
| --------------------------------------------------------------------------------------- | ------------------- | ------------------------ | -------------------------- |
| القوات الأوكرانية(القوات المسلحة، الحرس الوطني)                                         | 12,490+ قتيل        | 21 أبريل - 20 يونيو 2022 | وزارة الدفاع الروسية       |
| القوات الروسية وحلفائها(القوات المسلحة، جمهورية دونيتسك، جمهورية لوغانسك، مجموعة فاغنر) | 6,343 - 7,363+ قتيل | 18 أبريل - 20 يونيو 2022 | القيادة الشرقية الأوكرانية |

### الضحايا المدنيون
اعتبارًا من 21 يونيو، أكدت الحكومة الأوكرانية أن النشاط العسكري المتعلق بالمعركة أسفر عن مقتل أكثر من 2,330 مدنيًا وإصابة أكثر من 2,239 آخرين. اعتبارًا من 21 يونيو، أحصت الأمم المتحدة مقتل 1,960 مدنياً في منطقتي دونيتسك ولوهانسك وحدهما، بالإضافة إلى 1,811 جريحاً.
من المؤكد أن العدد الحقيقي للقتلى والجرحى من المدنيين أعلى بكثير. من المستحيل جدولة الخسائر المدنية بسبب ضباب الحرب ونقص تدفق المعلومات بسبب الاحتلال العسكري لأجزاء من الأراضي الأوكرانية.
| المنطقة                                  | الاصابات                                 | الفترة                   | المصدر                  |
| ---------------------------------------- | ---------------------------------------- | ------------------------ | ----------------------- |
| بيلوهوريفكا                              | 60 قتيلا و7 جرحى                         | 8 مايو 2022              | الحكومة الأوكرانية      |
| دونيتسك أوبلاست (باستثناء ماريوبول)      | 271 قتيل و563 جريح                       | 18 أبريل - 21 يونيو 2022 | الحكومة الأوكرانية      |
| كريمينا                                  | 200 قتيل                                 | 18-19 أبريل 2022         | الحكومة الأوكرانية      |
| سيفيرودونيتسك                            | 1,100+ قتيل و52+ جريح                    | 27 مايو 2022             | الحكومة الأوكرانية      |
| ليسيتشانسك                               | 150 قتيلا                                | 25 مايو 2022             | الحكومة الأوكرانية      |
| منطقة خاركيف (باستثناء إيزيوم)           | 80+ قتيل و241+ جريح                      | 18 أبريل - 21 يونيو 2022 | الحكومة الأوكرانية      |
| إيزيوم                                   | 93 قتيلا                                 | 10 مايو - 5 يونيو 2022   | الحكومة الأوكرانية      |
| لوهانسك أوبلاست (باستثناء سيفيرودونيتسك) | 90 قتيلا و72 جريح                        | 18 أبريل - 16 يونيو 2022 | الحكومة الأوكرانية      |
| آزوف ستال                                | 600 جريح                                 | 29 أبريل 2022            | الحكومة الأوكرانية      |
| جمهورية دونيتسك الشعبية                  | 273 قتيل و691 جريح                       | 23 أبريل - 17 يونيو 2022 | جمهورية دونيتسك الشعبية |
| جمهورية لوغانسك الشعبية                  | 15+ قتيل و3+ جرحى                        | 28 أبريل - 8 يونيو 2022  | جمهورية لوغانسك الشعبية |
| المجموع                                  | أكثر من 2,332 قتيلاً وأكثر من 2,239 جريحًا | 18 أبريل - 21 يونيو 2022 |                         |

خلال معركة كريمينا، بالقرب من روبيجني وليسيتشانسك،  فقدت القوات الأوكرانية السيطرة وسط قتال عنيف. قُتل أكثر من 200 مدني خلال المعركة، مع مقتل أربعة مدنيين آخرين وجرح آخر أثناء محاولتهم الفرار من القتال. زعمت الحكومة الأوكرانية أن أكثر من 1500 مدني قتلوا في سيفيرودونيتسك في 26 مايو.